# Herrade Mehl
Pour les articles homonymes, voir Mehl.
Herrade Mehl, née à Altwiller le 27 mai 1913 et morte à Strasbourg le 20 décembre 1986, est une théologienne française. Elle est l'une des premières femmes pasteures de France en 1936, au sein de l'Église réformée d'Alsace et de Lorraine.

## Biographie
Herrade Mehl est la fille d'Émile Koehnlein, pasteur à Mulhouse et de Marthe Grunberg. Elle est l'une des premières femmes pasteures de France, dès 1936, à l'Église du Bouclier, à Strasbourg puis à Guebwiller. Elle épouse en 1938 le théologien Roger Mehl et doit, selon la discipline ecclésiastique en vigueur à l'époque qui interdisait le ministère pastoral aux femmes mariées, renoncer à sa carrière pastorale.
Elle poursuit une carrière de professeure d'enseignement religieux au lycée et milite dans le mouvement protestant Jeunes Femmes. Elle est également membre de la commission des ministères de l'Église réformée de France.
Ses recherches théologiques sont marquées par l'influence d'Oscar Cullmann, notamment son ouvrage L'Homme selon l'apôtre Paul (1954). Elle est l'auteure de plusieurs entrées du Vocabulaire biblique dirigé par Jean-Jacques von Allmen (1954) ainsi que d'articles publiés dans la Revue d'histoire et de philosophie religieuses.

## Publications
- L'Homme selon l'apôtre Paul, Delachaux, 1954